# Museo de sitio La Florida
El Museo de sitio La Florida es un museo arqueológico ubicado en una pequeña parte de una antigua necrópolis prehispánica al noroeste de la ciudad de Quito, en el sector de La Florida. El emplazamiento se encuentra en las laderas del volcán Pichincha, entre 2900 y 3000 m s. n. m. y consiste de entierros múltiples dentro de un conjunto de tumbas de pozo profundo (de hasta 16 metros), así como de tumbas de pozo poco profundo y entierros individuales. Datan de entre aproximadamente el año 600 d. C. al 1500 d. C., dentro del rango que corresponde al período de Integración en el Ecuador. Aunque también se ha hallado evidencia de yacimientos aún más antiguos.

## Ubicación
El museo de sitio está ubicado en un pequeño terreno en la calle Antonio Costas y César Villacrés, barrio San Vicente, sector La Florida al noroeste de Quito, entre las quebradas La Pulida y San Juan. Si bien el espacio que ocupa el museo de sitio en sí es relativamente pequeño, el yacimiento arqueológico es mucho más amplio. El significativo crecimiento urbano de la ciudad tiene como resultado que varios vestigios arqueológicos y posibles áreas de excavación se encuentran bajo las casas del sector.
En el pasado el sitio se encontraba cerca de una antigua laguna de gran tamaño conocida como la Laguna de Iñaquito o Paleolaguna de Iñaquito.

## Antecedentes
Los primeros indicios arqueológicos del sector datan de 1909 cuando el político, historiador y arqueólogo ecuatoriano Jacinto Jijón y Caamaño examinó restos de ollas y tinajas con pintura negativa provenientes del sitio asignándole a esta cultura arqueológica el nombre de «Chaupicruz».
Sin embargo, los estudios en el sitio en sí no serían retomados sino hasta su descubrimiento en 1983 por Leon Doyon, quien fue director del Proyecto arqueológico La Florida entre 1984 y 1989. Doyon excavó 6 tumbas de pozo profundo con cámara central. El número de tumbas descubiertas en el lugar del museo y en los sitios aledaños ha aumentado gracias a las posteriores excavaciones de María del Carmen Molestina y María Soledad Solórzano entre otros.

## Museo de sitio

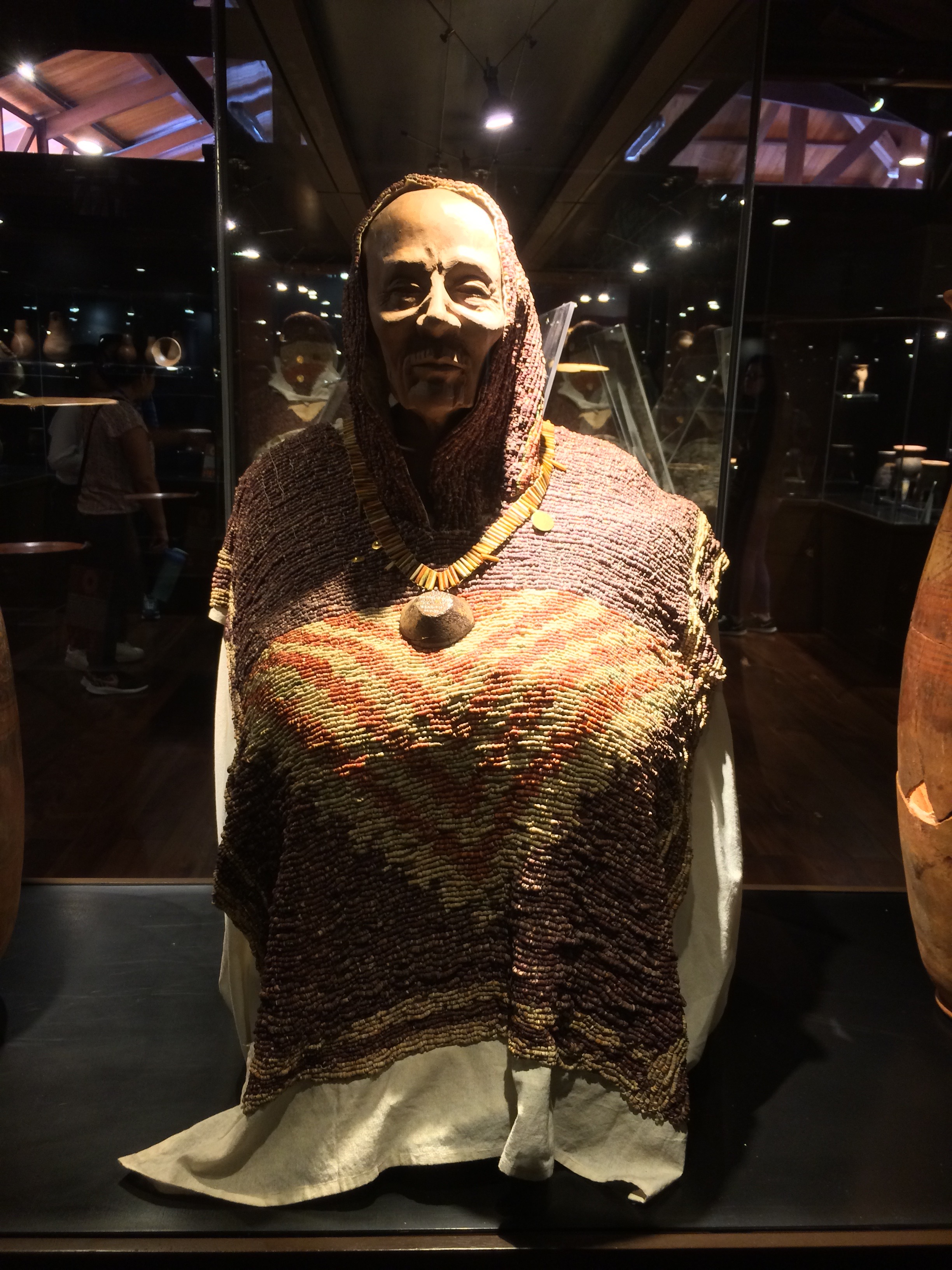
Diorama. La vestimenta está hecha con las cuentas de concha spondylus halladas en el sitio y materiales modernos para sujetarlas.

El museo de sitio fue inaugurado en 2009 y es administrado por el Instituto Metropolitano de Patrimonio de Quito. Se comisionaron varios dioramas que representan en tamaño natural cuerpos humanos en posición fetal tal y como se encontraron los esqueletos originales. Los rostros de estos dioramas consisten en máscaras de cera mientras que sus cuerpos están cubiertos con unas vestimentas hechas con las pequeñas cuentas de concha spondylus halladas en las tumbas, procurando reconstruir las vestimentas originales. Las cuentas fueron unidas con materiales modernos. También contienen decoraciones de plaquetas de madreperla.
Varios de los pozos funerarios fueron recubiertos en en un 90 % para protegerlas del deterioro de los elementos. Así como para que sean visibles las recreaciones de los entierros.

## Descripción

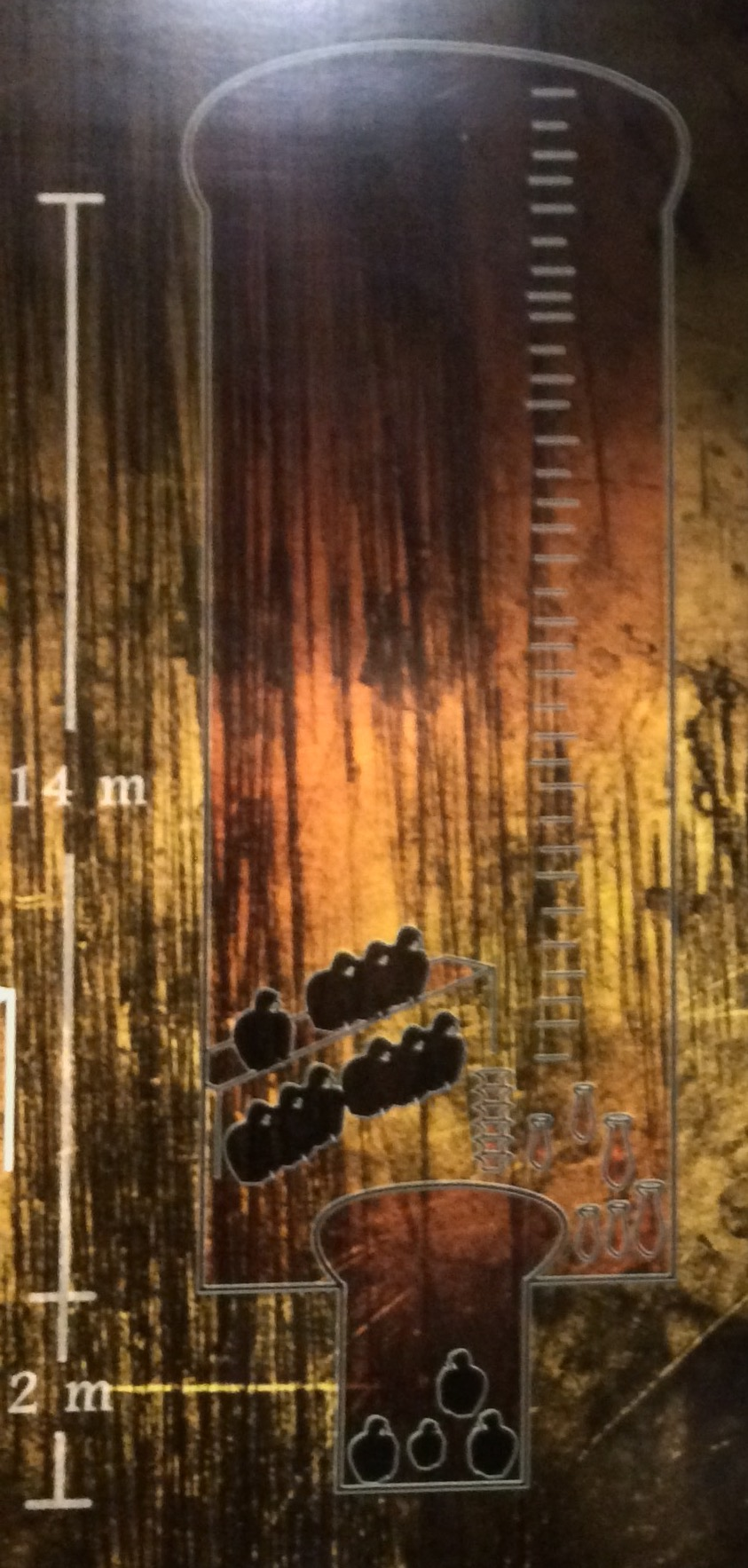
Diagrama de una tumba de pozo profundo con cámara central.

Las tumbas fueron originalmente excavadas en el suelo (compuesto predominantemente de cangahua). De acuerdo a las marcas visibles en las paredes de los pozos, se conjetura que sus constructores las hicieron con la ayuda de palos puntiagudos de madera y hachas de mano. Algunas sepulturas de pozo profundo muestran en el fondo una plataforma de 70 cm de ancho que a su vez contiene una cámara central de profundidad variable.
La cerámica encontrada en el lugar muestra rasgos comunes con los estilos cerámicos de la Sierra Norte del Ecuador (cultura Negativo del Carchi o Capulí). Sobre todo, debido a sus decoraciones de engobe negro sobre engobe rojo.
El hecho de haberse encontrado numerosos restos de concha spondylus princeps y spondylus calcifer (con que están hechas las vestimentas que cubrían los esqueletos), así como ofrendas de caracoles enteros, da testimonio de la existencia de redes comerciales de largo alcance con las poblaciones autóctonas del litoral del actual Ecuador.
Además de las tumbas de pozo profundo, de ricos ajuares funerarios que incluyen ofrendas de animales, objetos de oro y cobre, material cerámico y lítico, también se hallaron en otras excavaciones hechas en el sector (en Terrana 1 y 3) sepulturas de pozo simple poco profundo las cuales presentan un ajuar más simple. Es por esto que se especula que las sepulturas de pozo profundo debieron haber correspondido a los entierros de las élites locales.

## Galería

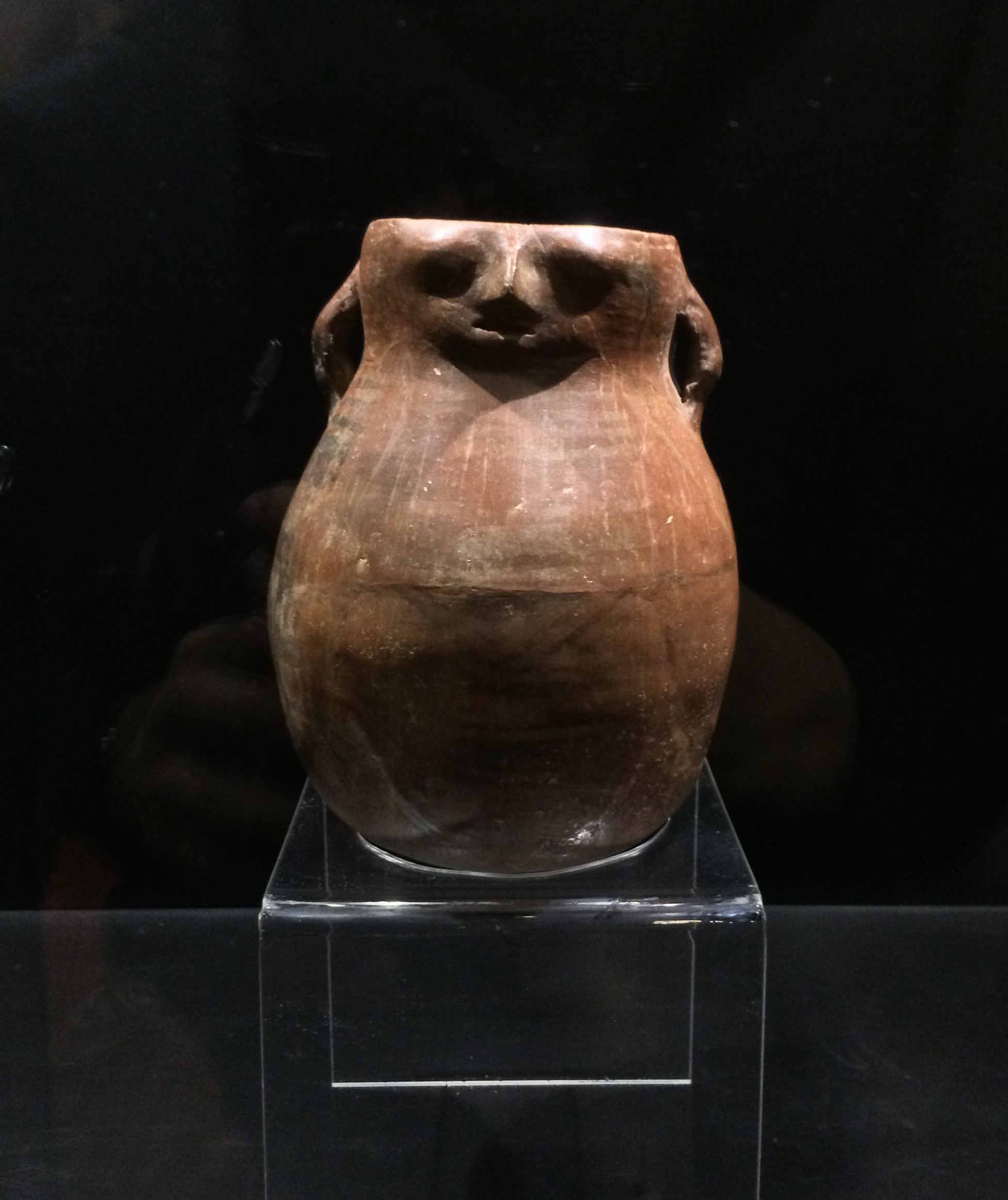
Vasija antropomorfa.
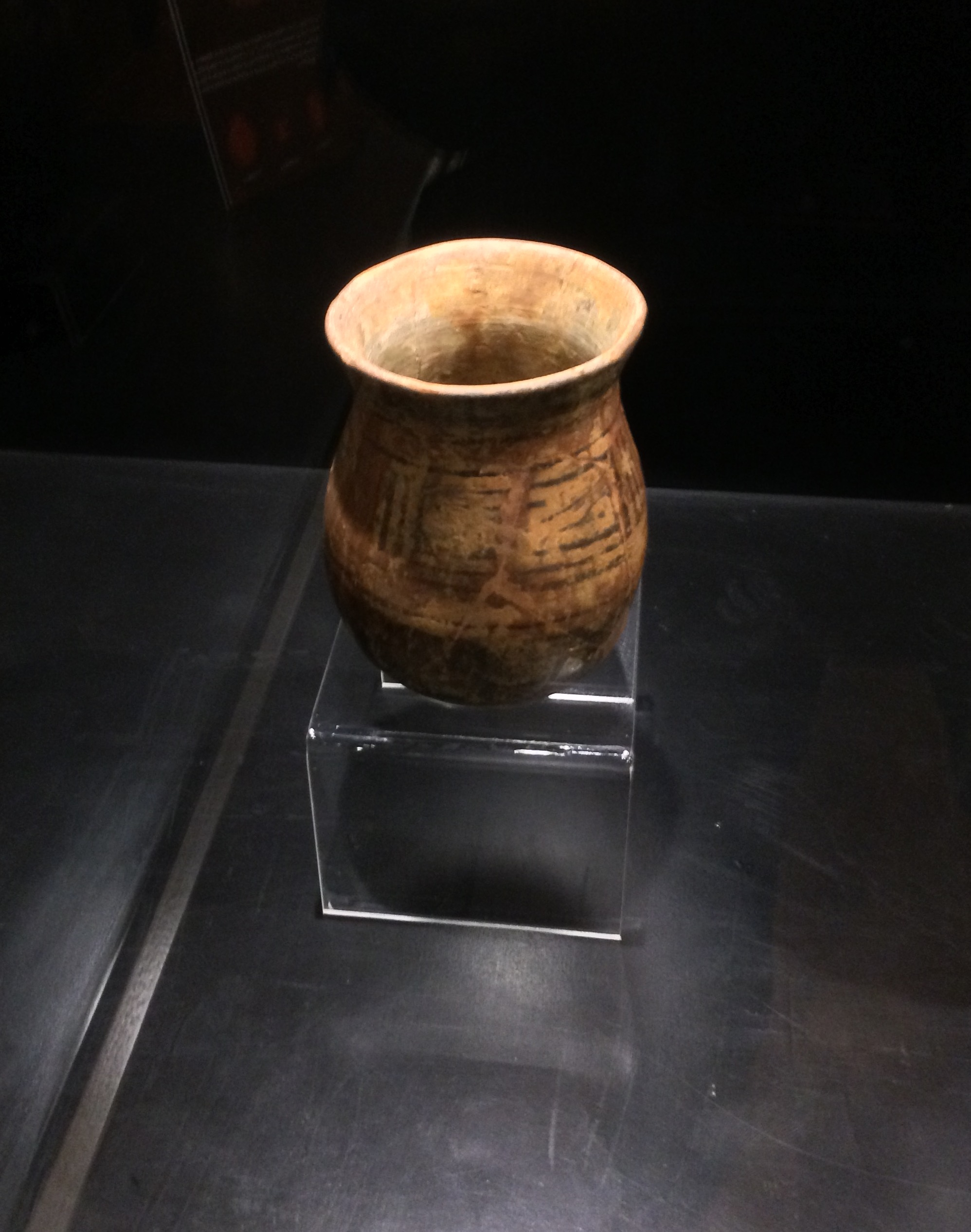
Vasija.
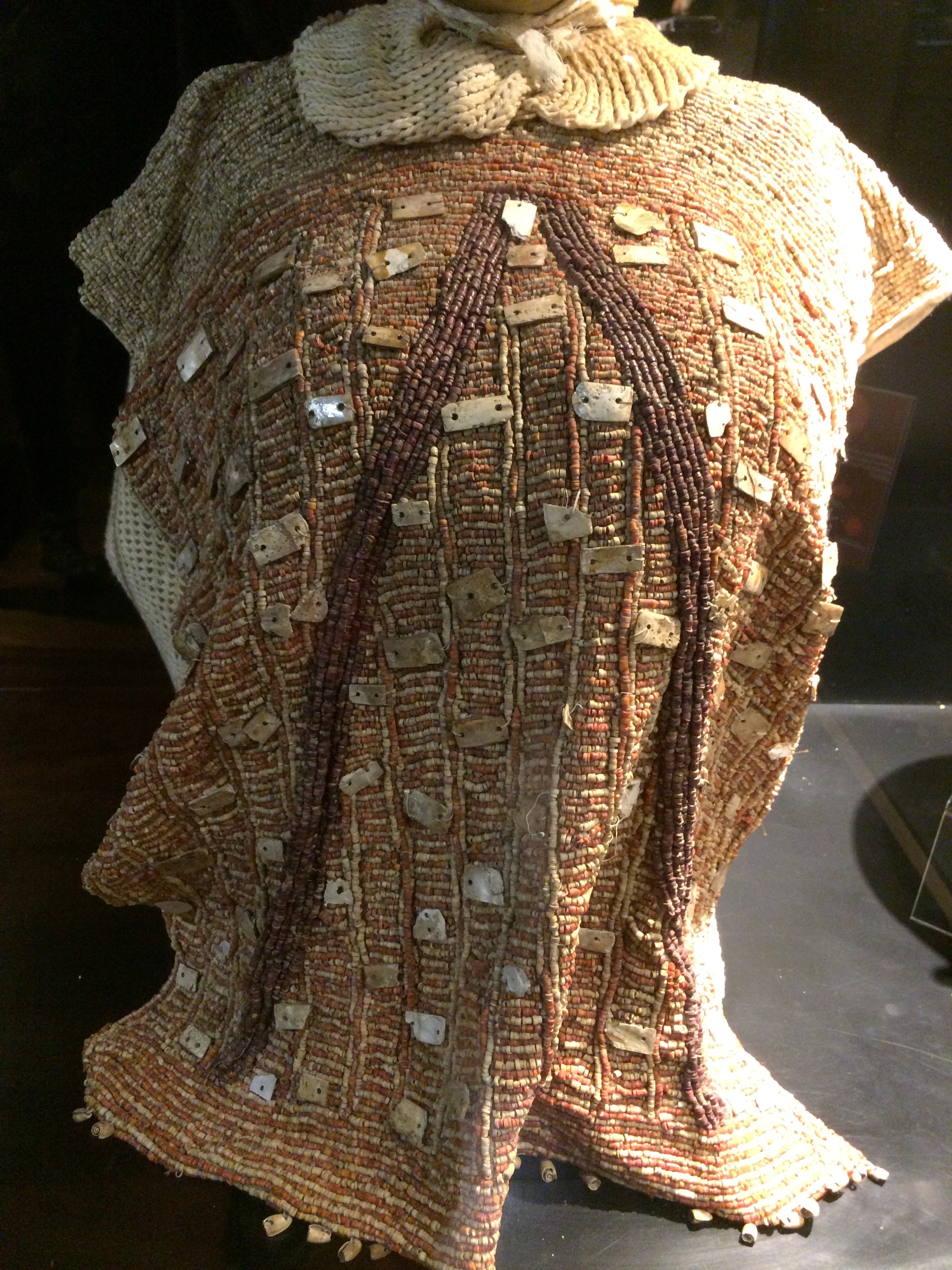
Diorama (detalle de la vestimenta, hecha con cuentas de concha spondylus). Vista frontal.
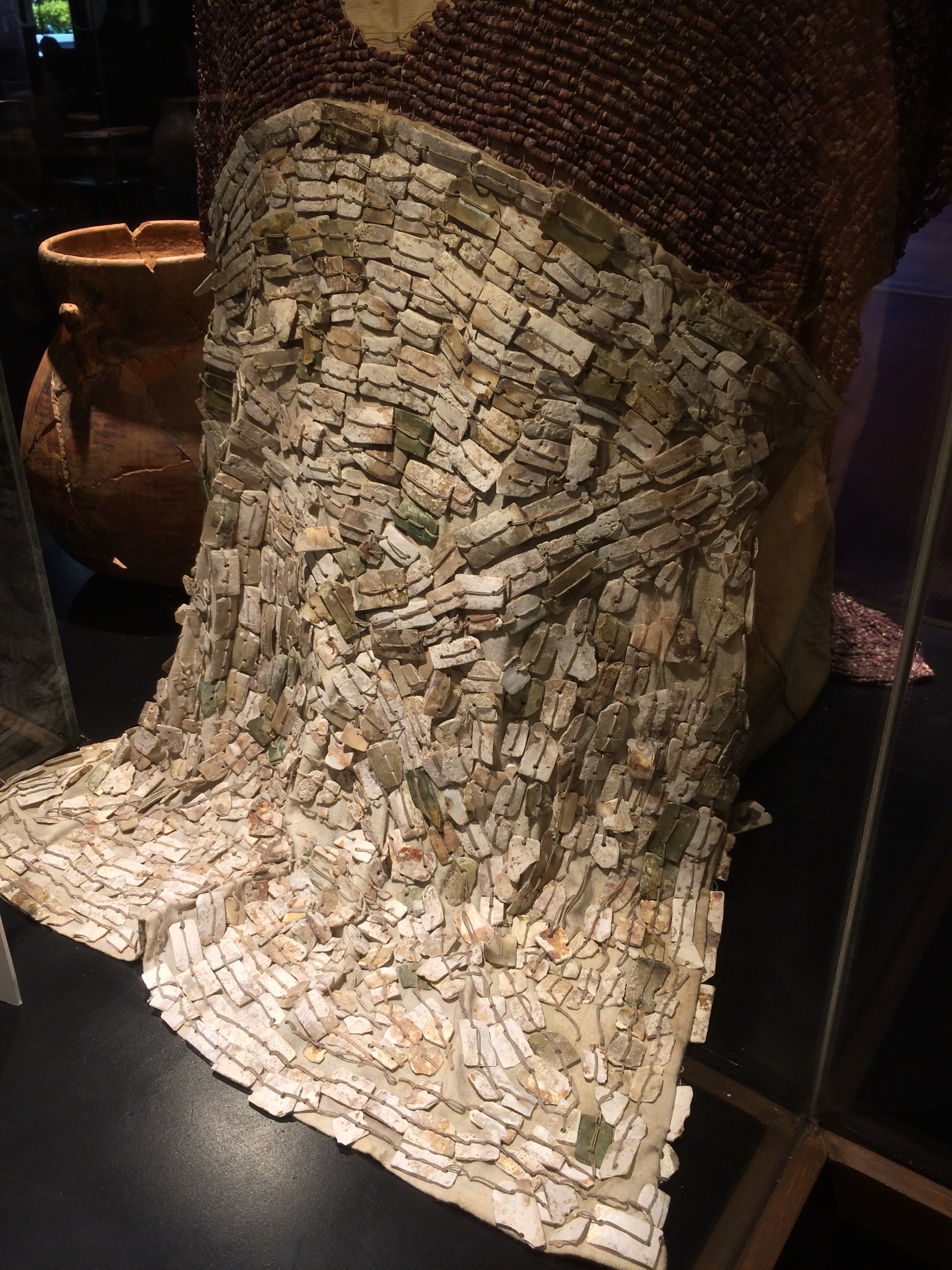
Diorama (detalle de la vestimenta decorada con cuentas de spondylus y plaquetas de madreperla). Vista posterior.
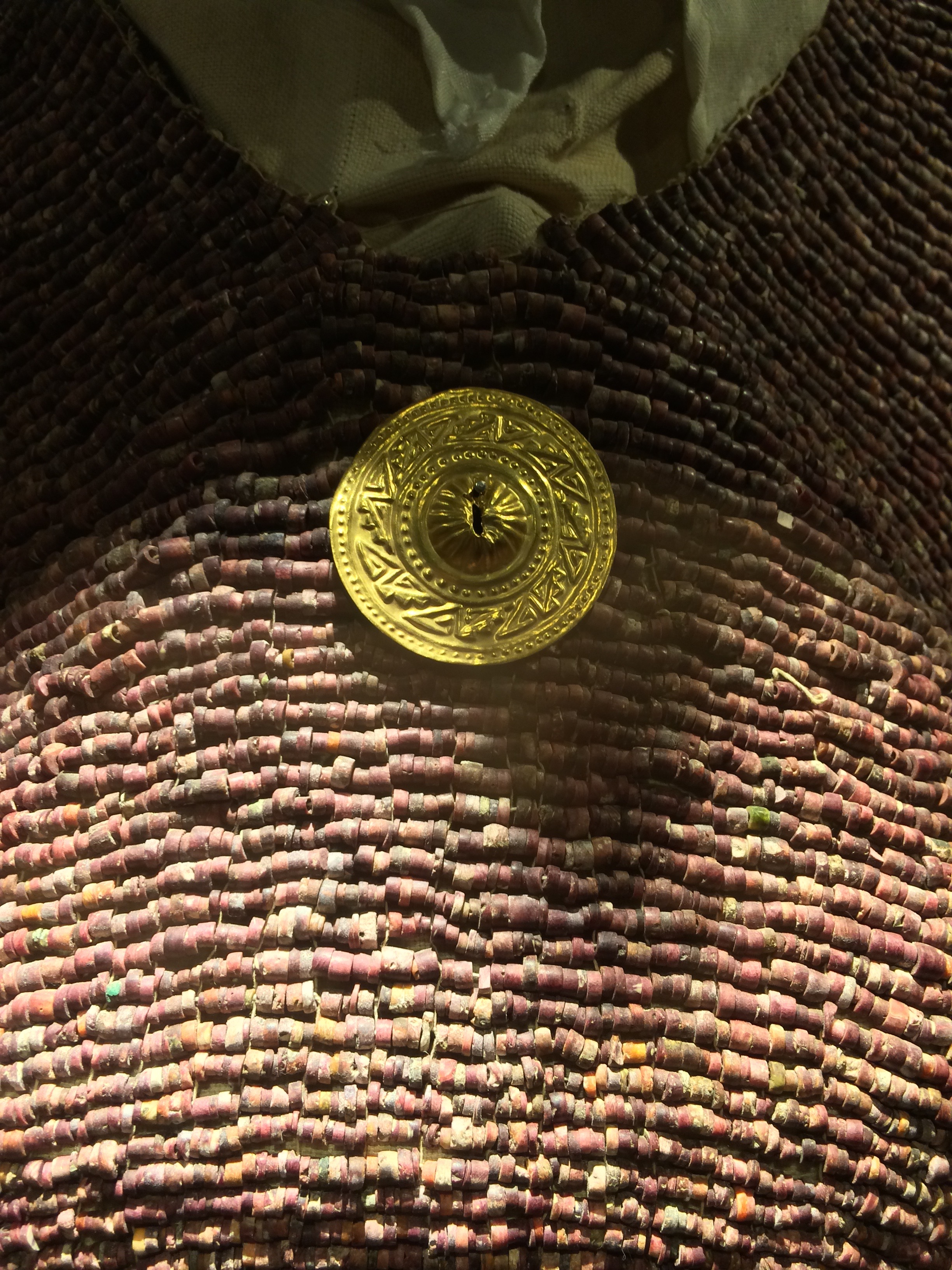
Diorama 1, detalle.
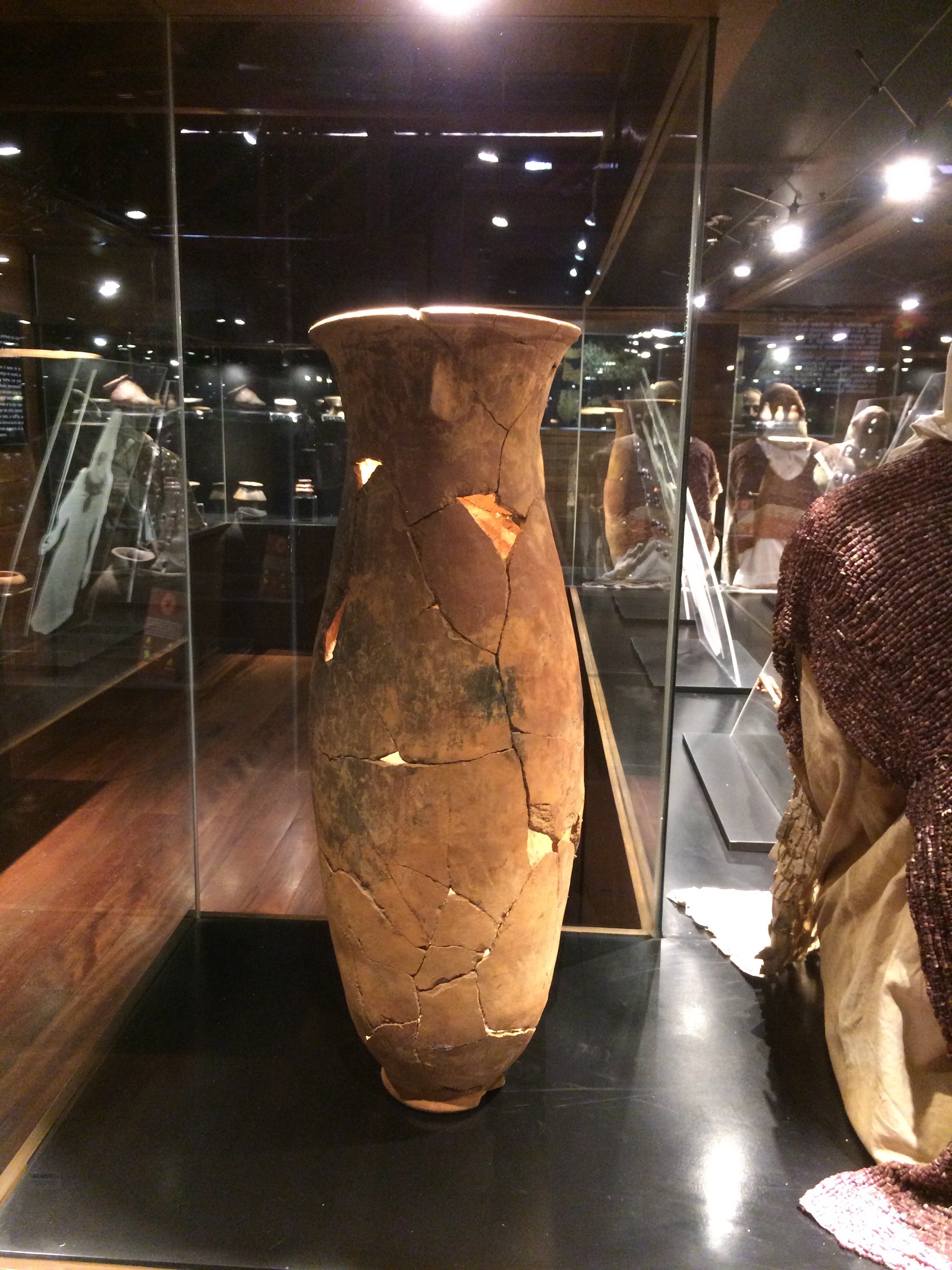
Tinaja.
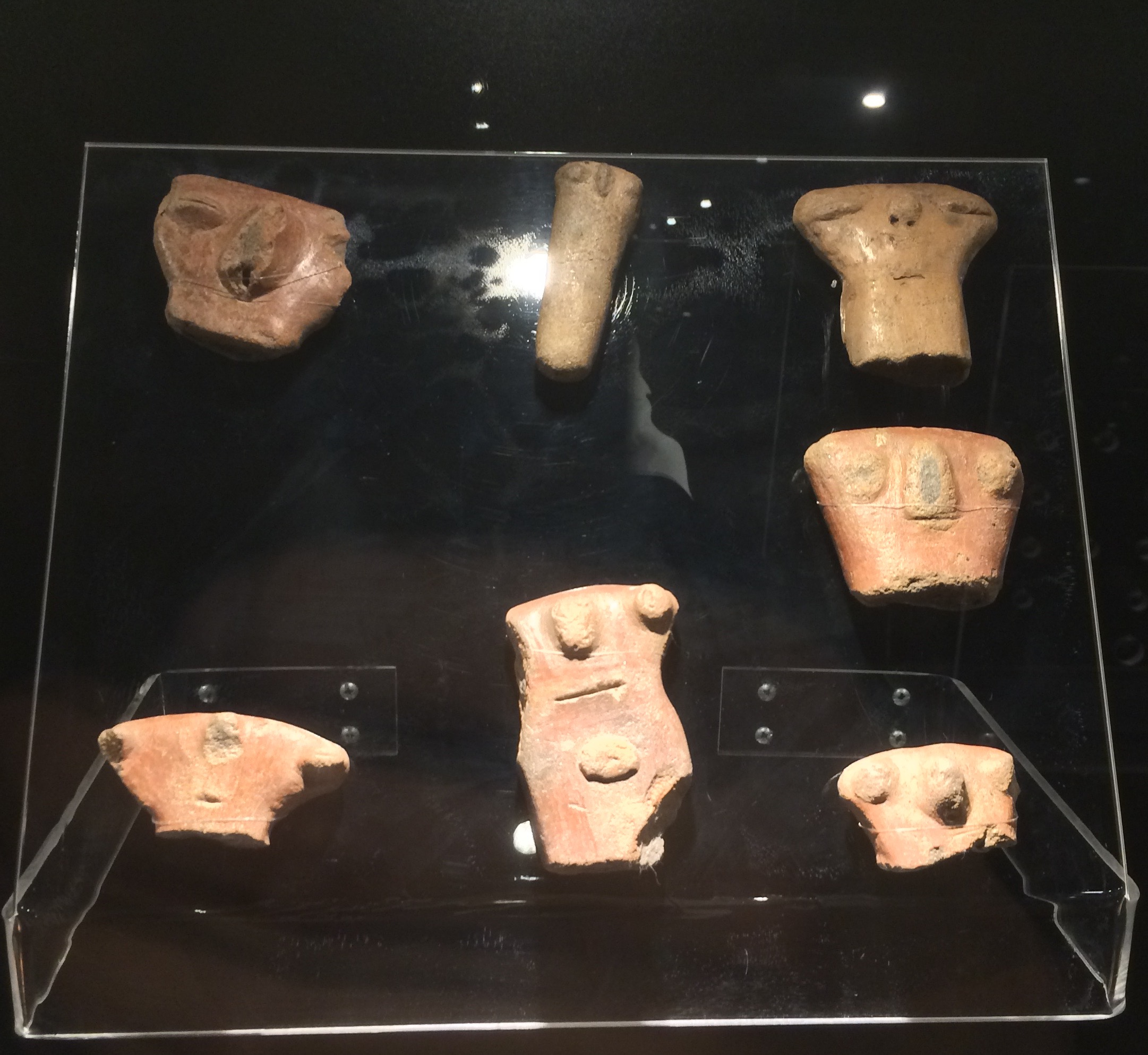
Estatuillas antropomorfas.
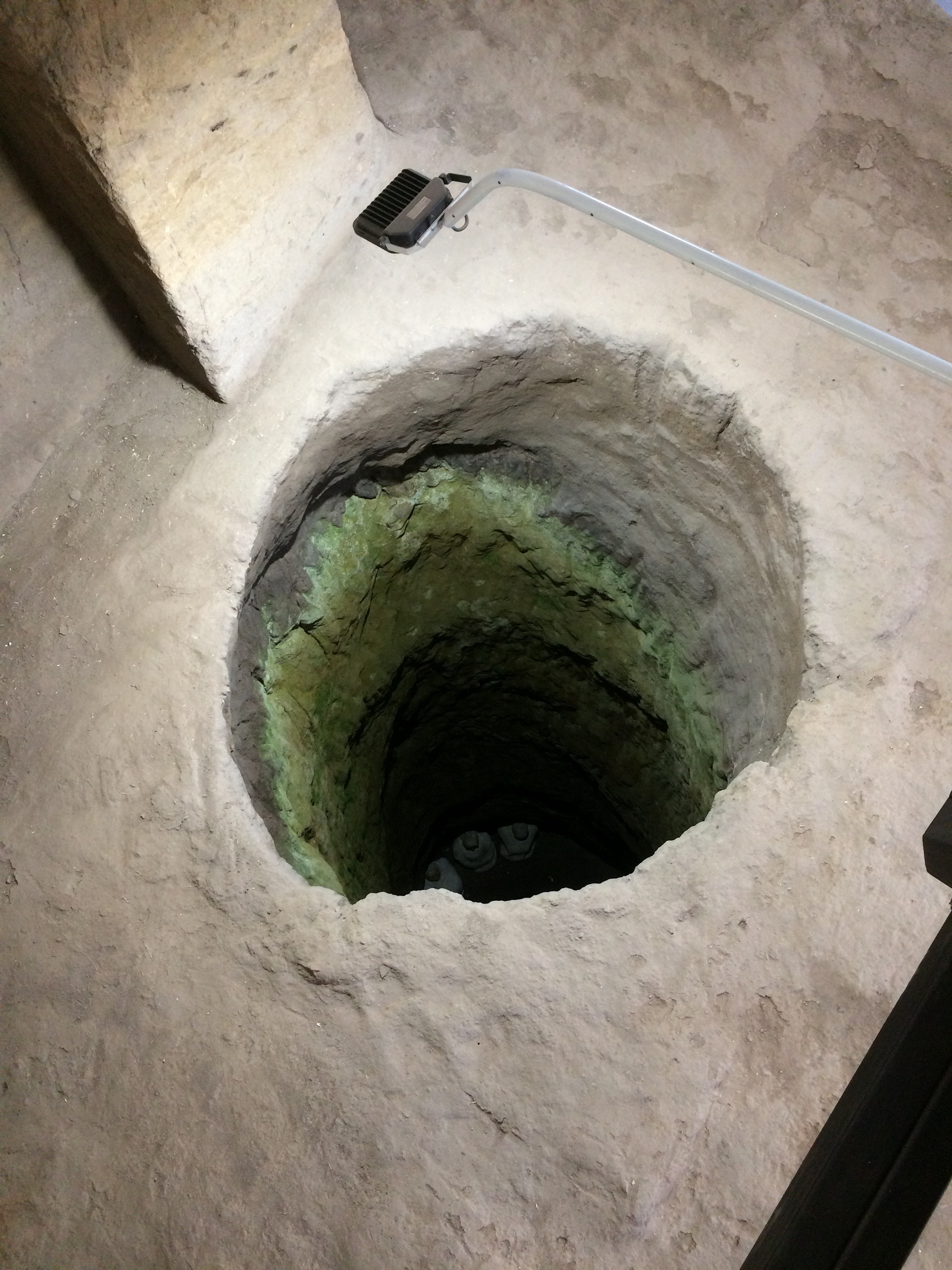
Tumba de pozo profundo. Al fondo se pueden ver algunos dioramas que representan un entierro múltiple.
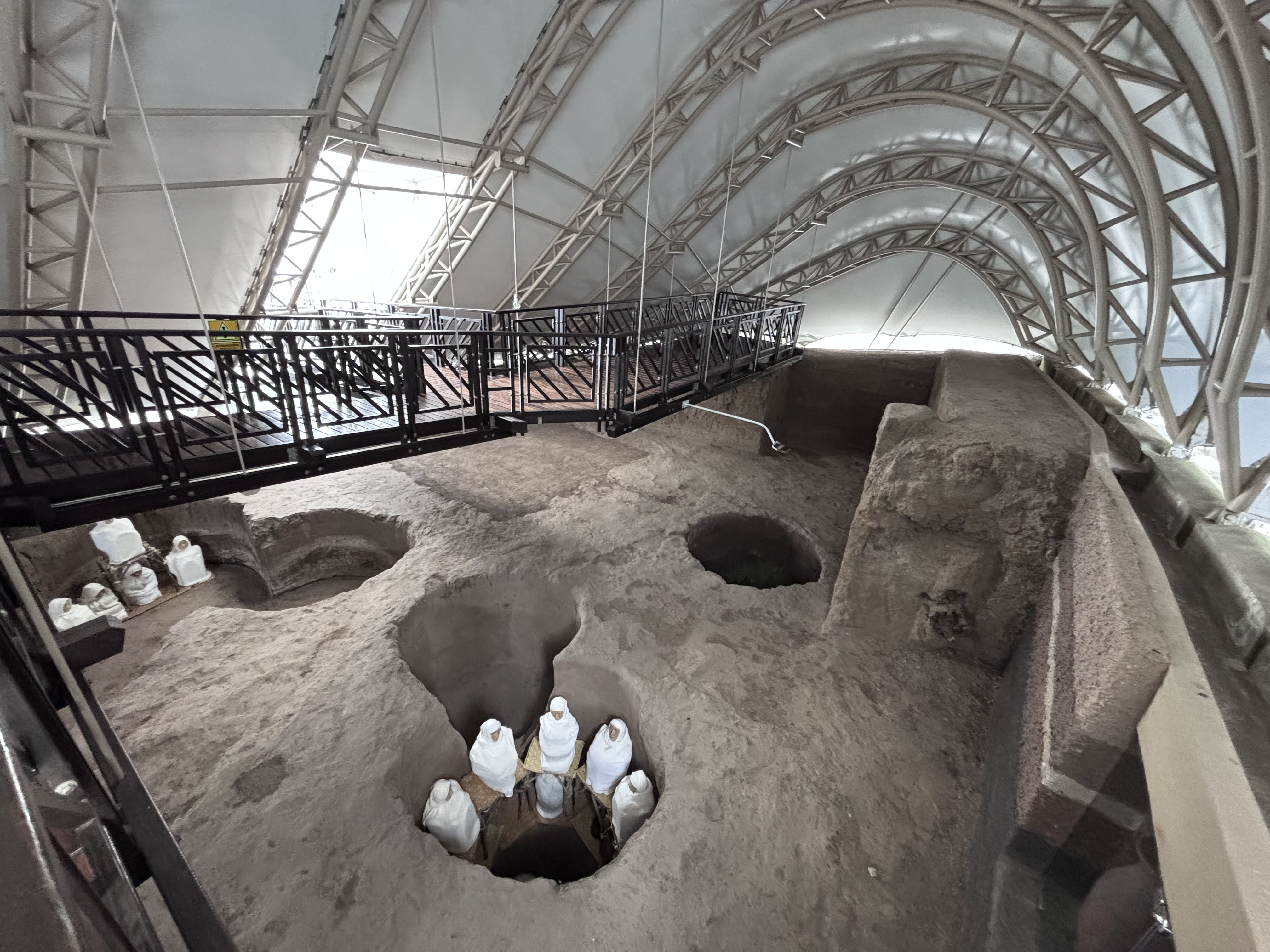
Área de excavaciones.